# Anchonga (distrito)
Anchonga é um distrito do Peru, departamento de Huancavelica, localizada na província de Angaraes.

## Transporte
O distrito de Anchonga é servido pela seguinte rodovia:
- HV-107, que liga a cidade de Rosario  ao distrito de Lircay [1][2][3]